# Orrery

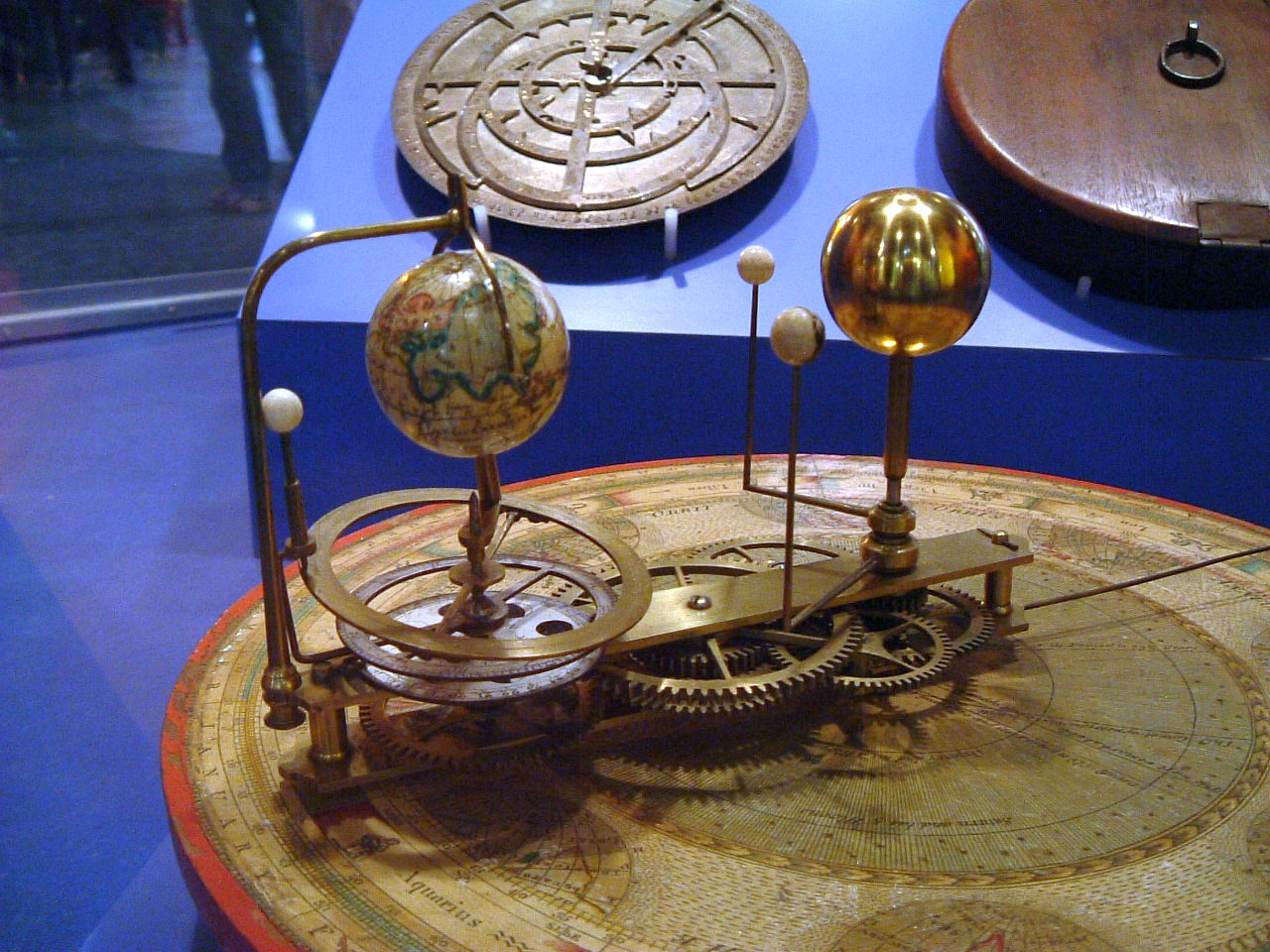
Ein kleines Orrery, nur mit der Darstellung von Sonne, Merkur, Venus, Erde und Mond

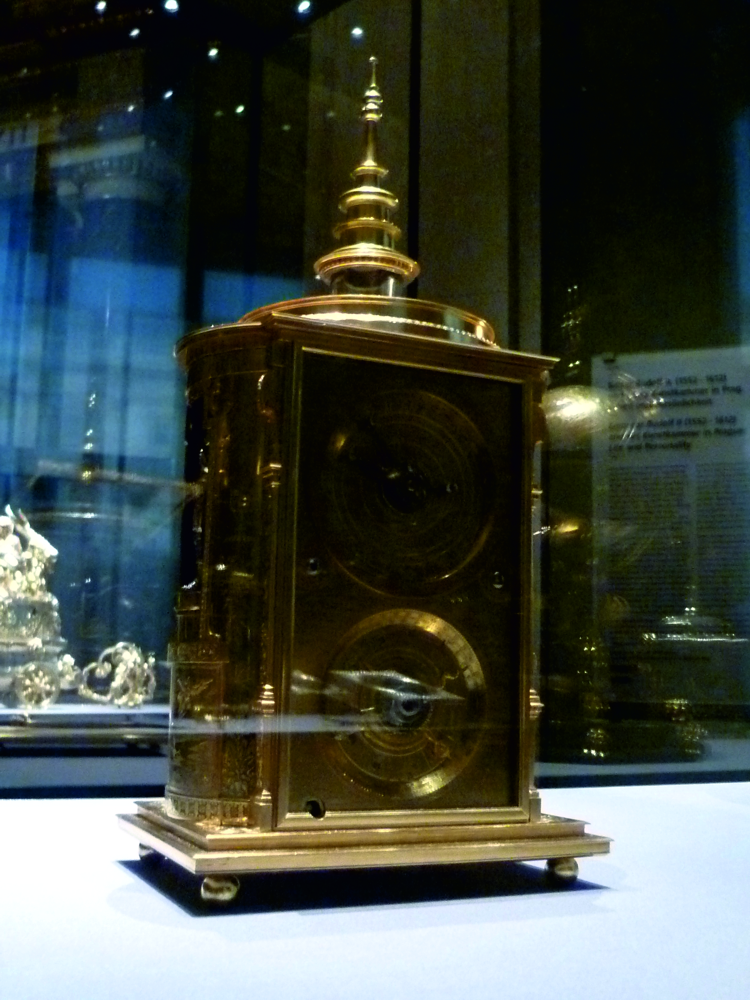
Die Wiener Planetenuhr mit vom Uhrwerk angetriebenem heliozentrischem Orrery, aber feststehender Erde (oben) und geozentrischer Darstellung von Erde, Mond und Drachenzeiger (unten), gebaut von Jost Bürgi, 1600 oder 1605

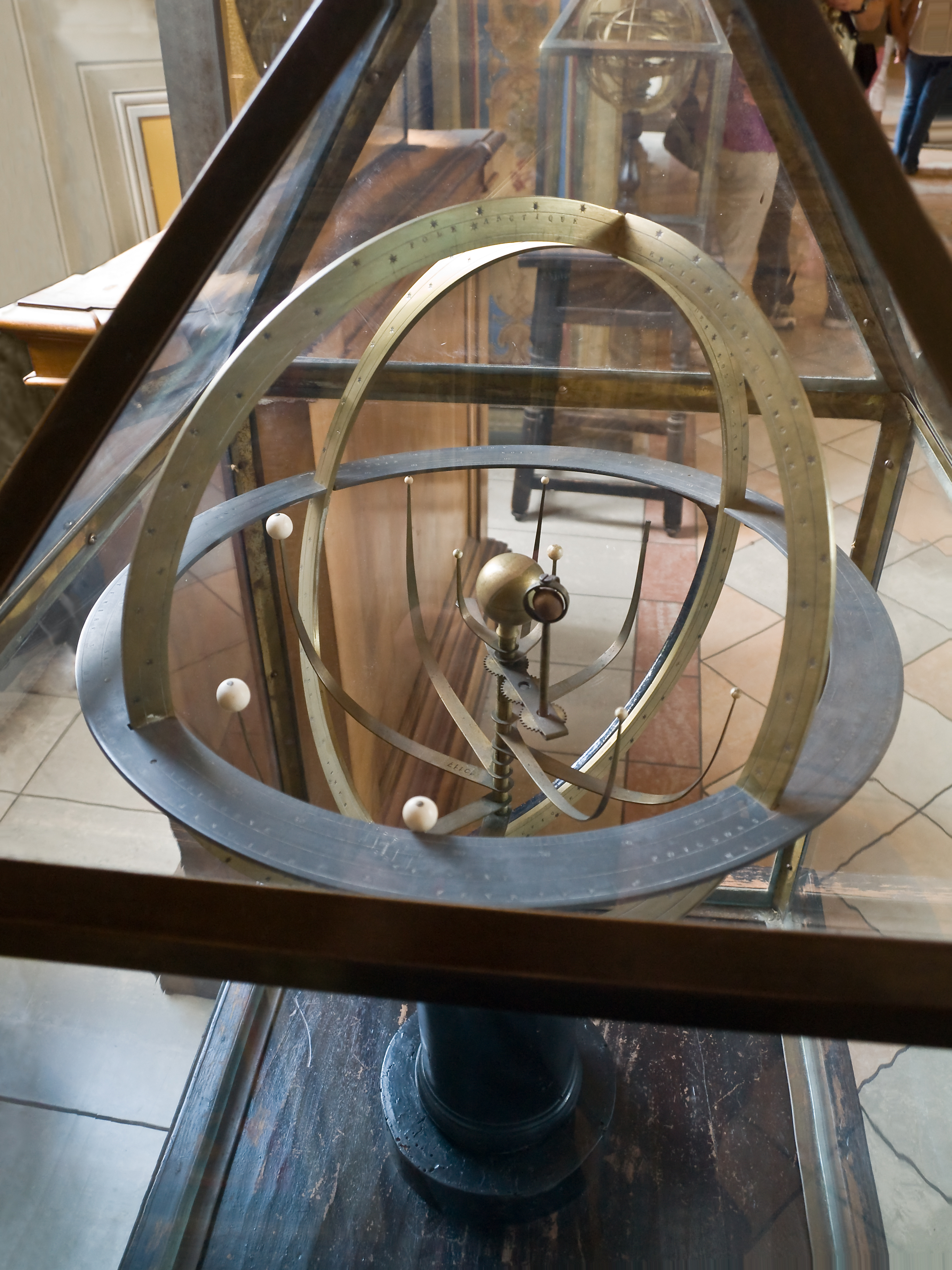
Orrery (Vatikanische Museen)

Ein Orrery (Neutrum, [ˈʔɔɹəɹi]) oder eine Planetenmaschine ist ein mechanisches Gerät, das den Umlauf der Planeten um die Sonne veranschaulicht.

## Allgemeines
Die ursprüngliche Bezeichnung für das Orrery ist Planetarium. Seit 1713 John Rowley (1665–1728) eine Planetenmaschine für Charles Boyle, 4. Earl of Orrery (1674–1731) gebaut hatte, werden solche Geräte auch als Orrerys bezeichnet. In Deutschland wurden unter anderem Johann Georg Neßtfell und Philipp Matthäus Hahn durch den Bau solcher Maschinen bekannt. Bei einem Modell des Pietisten Hahn handelt es sich um eine Uhr mit Kalender, die die Zeit bis zur Apokalypse anzeigt, kombiniert mit synchronisierter helio- und geozentrischer Weltmaschine. Diese wurde erst nach dem Tod Hahns fertiggestellt.
Eine Art transparenter Orrerys, die von einem Projektor beleuchtet wurden, sodass auf einer Leinwand die Planetenbewegungen gezeigt werden konnten, wird Eidouranion genannt.
Je nachdem, welche Himmelsobjekte dargestellt wurden, unterscheidet man zwischen verschiedenen Sonderformen wie Tellurium oder Jovilabium.

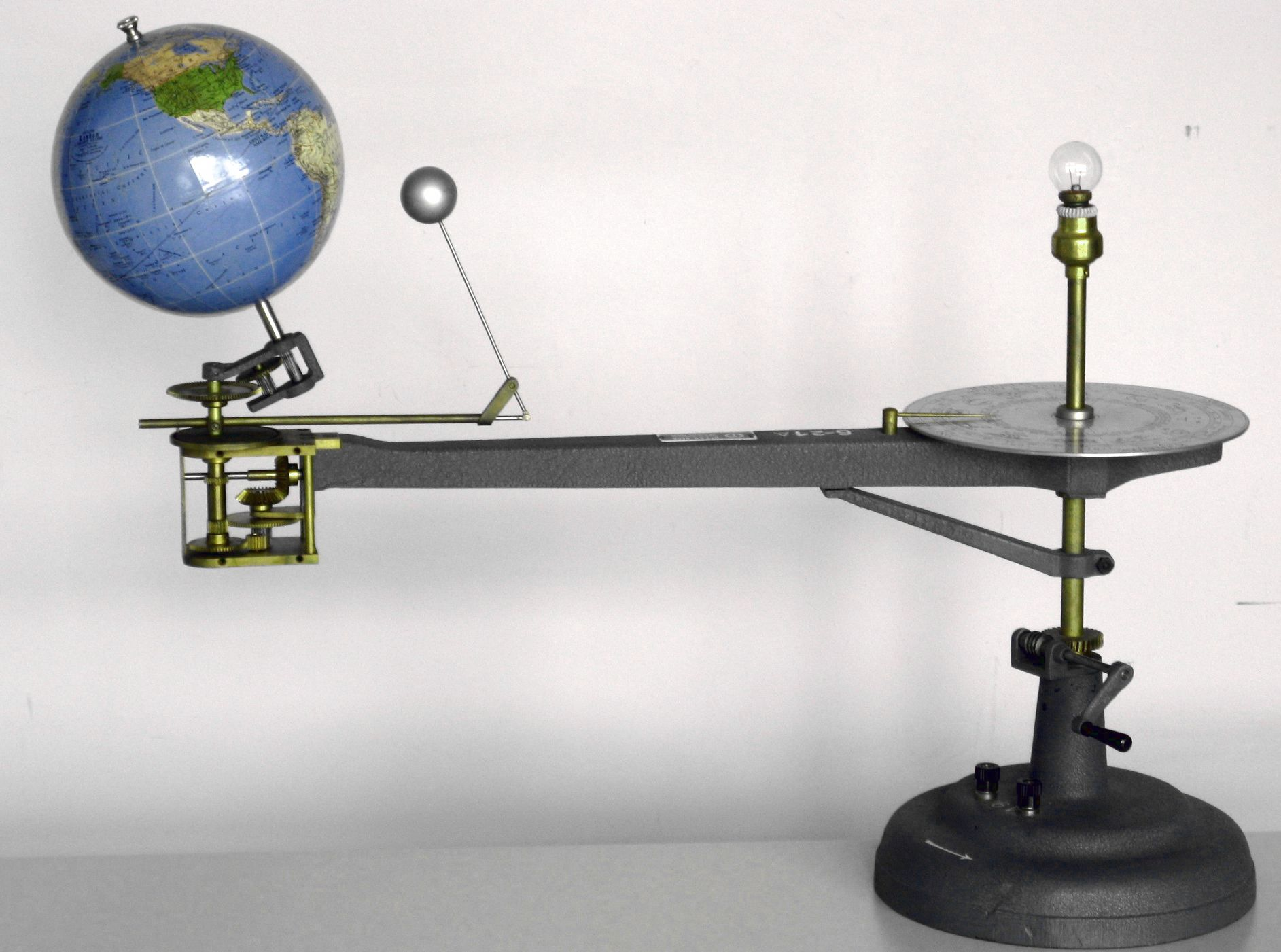
Tellurium: Nachgebildet sind Drehung der Erde um die eigene Achse, ihre Bahnfahrt um die Sonne, elliptische Bahnfahrt des Mondes um die Erde und Apsidendrehung des Mondes

## Tellurium

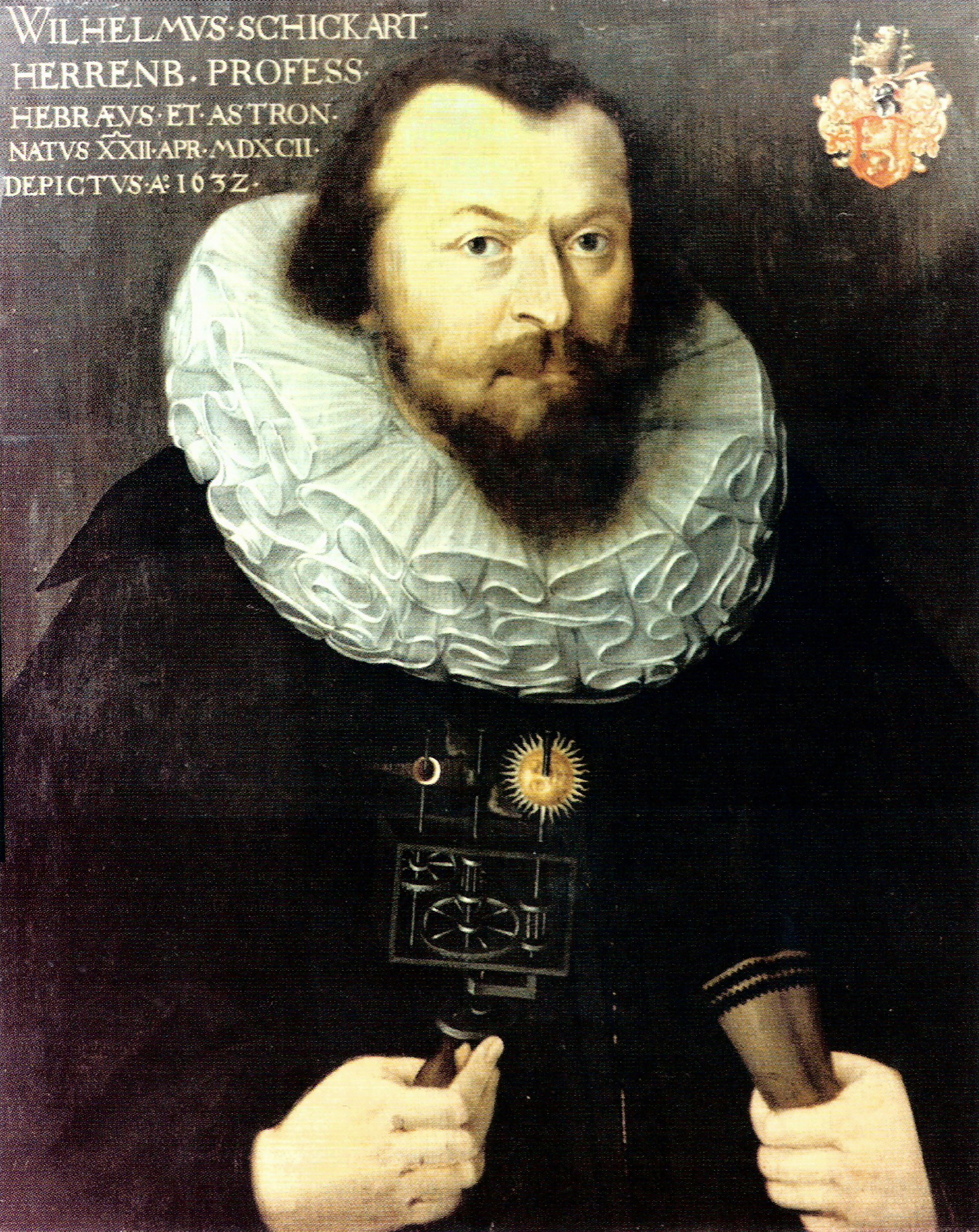
Wilhelm Schickard mit seinem Tellurium

Ein Tellurium (lateinisch tellus  ‚die Erde‘) ist der Sonderfall einer Planetenmaschine zur Demonstration der Bewegungen von Erde und Mond. Die Modelle dieser Himmelskörper drehen sich an einem Hebelarm um eine Lichtquelle, die die Sonne darstellen soll. Mit einem Tellurium lassen sich die Entstehung der Jahreszeiten, Mondphasen und Finsternisse veranschaulichen. Manche Tellurien besitzen noch zusätzlich das Modell für einen inneren Planeten, meist die Venus, womit sie eigentlich schon Orrerys sind.
Wilhelm Schickard (1592–1635) erfand mit einem selbst gebauten Tellurium, mit dem er auf einem Porträt aus dem Jahre 1631 abgebildet ist, ein frühes mechanisches Handplanetarium. Die ältesten noch erhaltenen Tellurien werden dem Niederländer Willem Janszoon Blaeu (1571–1638) zugeordnet.
Tellurium ist auch die ursprüngliche Schreibweise für das chemische Element Tellur.

## Jovilabium

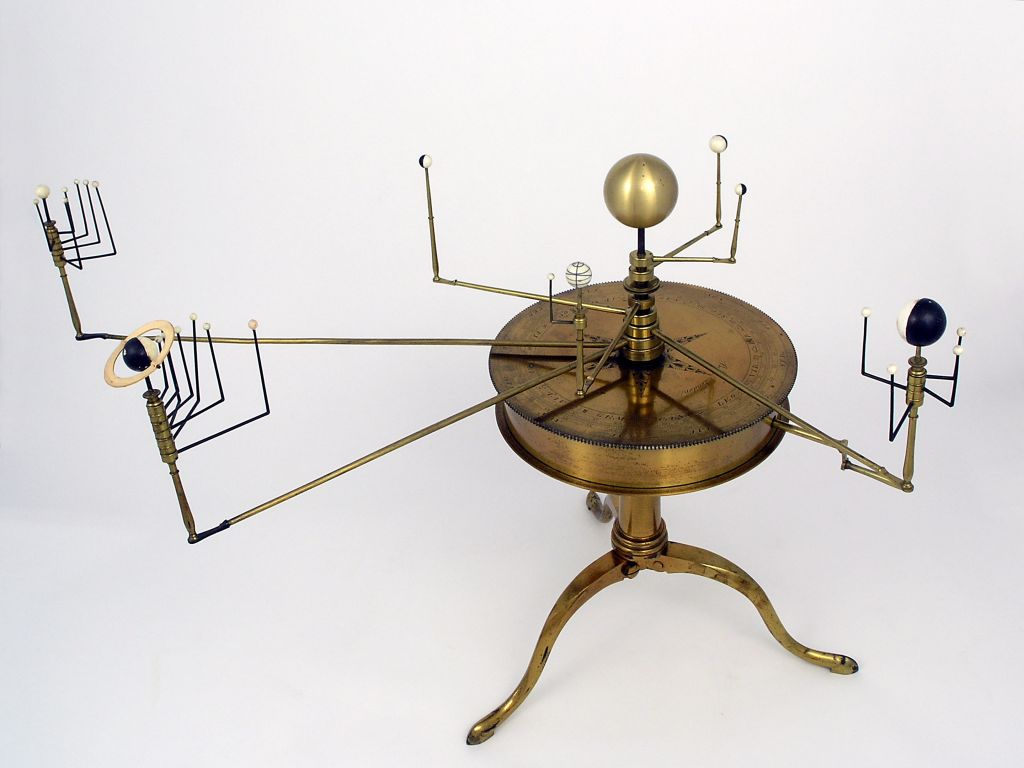
Ein Orrery von Robert Brettell Bate, circa 1812. Heute im Thinktank, Birmingham Science Museum.

Ein Jovilabium (lateinisch Iovis, Genitiv Singular von Iuppiter) ist der Sonderfall einer Planetenmaschine, die den Umlauf der vier Galileischen Monde – Io, Europa, Ganymed, Kallisto – um den Planeten Jupiter darstellt. Der Name wurde abgeleitet vom Astrolabium, ein Gerät, mit dem Sternpositionen bestimmt werden.
Als Erster entwarf Galileo Galilei ab 1612 fünf Versionen aus Pappkarton. Er nannte sie Giovilabio. Sie besaßen keine Zahnräder und dienten als Rechengerät, um die Positionen der vier Monde und ihre Verfinsterung vorherzuberechnen. Die Zeitpunkte wurden benötigt, um den Längengrad besonders auf See zu bestimmen. Eine Messingausführung, die erst nach Galileis Tod hergestellt wurde, steht heute im Museum für Wissenschaftsgeschichte (IMSS) in Florenz.
Ein Jovilabium mit einem Zahnradgetriebe entwarf erstmals 1677 der Astronom Ole Rømer. Es wurde mit einer Handkurbel angetrieben und zeigte den Umlauf der Monde mit Verfinsterungen und Transiten und sollte auch bei der Längengrad-Bestimmung hilfreich sein. Aber da die Größe der Monde sowie ihre Umläufe und Abstände nicht in gleichem Maßstab angefertigt wurden, konnten die Zeitpunkte der Verfinsterung nicht korrekt angezeigt werden, und somit ließ sich das Gerät nicht verwenden. Gebaut wurde das Gerät vermutlich von Isaac Thuret, dem Uhrmacher Ludwigs XIV. Es ist nicht mehr erhalten. Ein Nachbau steht seit 1991 im Tycho-Brahe-Planetarium in Kopenhagen.
Ähnliche Geräte stammen von John Flamsteed und Lothar Zumbach von Koesfeld. Ein Modell befindet sich im Astronomie-Kabinett in Kassel. Ein anderes Jovilabium wurde 1677 von Giovanni Domenico Cassini entwickelt. Es besaß statt der Zahnräder und Stangen fünf drehbare Scheiben. Mit ihm sollte der Schattenbereich des Jupiters eingezeichnet werden können. Der Astronom Vinzenzo Miotti von Murano baute 1781 in Padua ein Jovilabium. Es besaß drehbare Scheiben und Ablesetabellen auf Pappkarton.
Ein deutlich verbessertes Modell wurde 1798 von William Pearson (1767–1847) veranlasst. Die mittlere Umlaufzeit und die unterschiedliche Schattenrichtung beim Umlauf der Erde um die Sonne werden korrekter wiedergegeben. Es weist auch die gebundene Rotation der Monde auf. Sie zeigen immer dieselbe Seite zum Jupiter, wie der Erdmond zur Erde. Es steht heute im Museum für Wissenschaftsgeschichte in Oxford.
Ein weiteres von Pearson 1800 entworfenes Gerät ist Teil einer Astronomischen Uhr in der Royal Institution in London. Auch im Science Museum London ist ein Jovilabium von Pearson zu sehen.
Eine einfache mechanische Uhr gibt für den Umlauf der Erde (Minutenzeiger) und des Jupiters (Stundenzeiger) ein ungenaues, aber einfaches Modell ab.
Insgesamt lässt sich feststellen, dass die Jovilabien ihre Zweckbestimmung, genaue Hilfen bei der astronomischen Längengradbestimmung zu sein, nicht erfüllten.

## Modelle in öffentlichen Sammlungen
- Astronomisches Versinnlichungswerkzeug von Gottlob Leberecht Schulze (1823) im Hessischen Landesmuseum in Darmstadt (Inv. Nr. HLMD Ph. C. 58/100). Das Planetarium zeigt die Sonne auf dem zentralen Haltestab und die Planeten Merkur, Venus, Erde und Jupiter mit vier Monden auf Metallauslegern.[3]
- Bodenstanduhr mit Planetarium (Allgäu?, um 1920) im Allgäu-Museum in Kempten (Inv. Nr. 7448). Das Uhrwerk treibt ein Planetarium in einer Glaskugel an. Die Sonne steht fest im Zentrum und wird von den damals bekannten Planeten umkreist.[4]
- Astronomische Weltmaschine von Philipp Matthäus Hahn und Mitarbeitern (um 1770–1790) im Germanischen Nationalmuseum in Nürnberg (Inv. Nr. WI 1029). Vorne enthält ein Himmelsglobus ein Gehwerk, das ein Modell des geozentrischen Weltsystems antreibt. Uhrzeit, Monatsdaten und aktuelles Jahr werden auf den Zifferblättern des Zeitzeigerturms dahinter angezeigt. Links und rechts davon vervollständigen ein Planeten-Monde-System und ein heliozentrisches Planetarium die Maschine.
- Planetenmaschine im Museo Correr in Venedig.[5]
- Das „Grand Orrery“ im Dumfries House in Cumnock, Verwaltungsbezirk East Ayrshire in Südwestschottland, ist ein mechanisches Modell des Sonnensystems, das die Bewegungen der bekannten Planeten um die Sonne zeigt, und wurde vermutlich um 1750 in London von Benjamin Cole (1695–1766), einem Instrumentenbauer für mathematische und wissenschaftliche Geräte, hergestellt. Es gilt heute als eines der schönsten solcher Gerätschaften des 18. Jahrhunderts.[6]